# Landesregierung Gleißner IV
Die Landesregierung Gleißner IV unter Landeshauptmann Heinrich Gleißner (ÖVP) bildete die Oberösterreichische Landesregierung während der XVI. Gesetzgebungsperiode des Oberösterreichischen Landtags vom 13. Dezember 1945 bis zum 4. November 1949. Der Landesregierung Gleißner IV folgte die Landesregierung Gleißner V nach.
Nach der Landtagswahl 1945 konnte die erste frei gewählte Landesregierung der 2. Republik angelobt werden. Sie folgte dem von den Alliierten ernannten provisorischen Kabinett Gleißner III nach. Zahlreiche Angehörige der Vorgängerregierung wurden in die neue Regierung übernommen. Hatte die Kommunistische Partei Österreichs (KPÖ) in der provisorischen Regierung noch einen Landesrat gestellt, so fiel dieser Landesrat nach der Wahl der Österreichischen Volkspartei (ÖVP) zu, die nun sechs der neun Regierungsmitglieder stellte. Die übrigen drei Regierungsmitglieder entsandte die Sozialdemokratische Partei Österreichs (SPÖ). Neu in der Regierung waren die Landesräte Anton Azwanger (SPÖ) und Felix Kern (ÖVP).  Überschattet war die Amtsperiode von mehreren Todesfällen. Franz Lorenzoni verstarb am 5. Juni 1948, ihm folgte Franz Breitwieser als Finanzlandesrat nach, Felix Kern übernahm Lorenzionis Funktion als Landeshauptmann-Stellvertreter. Anton Azwanger (SPÖ) verstarb am 31. Jänner 1949, sein  Amt übernahm am 2. März 1949 Franz Plasser. Nach dem Tod von Anton Weidinger (SPÖ) am 19. März 1949 rückte Rudolf Kolb am 18. Mai 1949 in die Landesregierung nach.

## Regierungsmitglieder
| Amt                                                       | Name              | Partei | Zuständigkeitsbereiche                                      |
| --------------------------------------------------------- | ----------------- | ------ | ----------------------------------------------------------- |
| Landeshauptmann                                           | Heinrich Gleißner | ÖVP    |                                                             |
| Landeshauptmann-Stellvertreter                            | Ludwig Bernaschek | SPÖ    |                                                             |
| Landesrat, ab 1948 Landeshauptmann-Stellvertreter         | Felix Kern        | ÖVP    | Bauwesen, Schulreferat                                      |
| Landesrat                                                 | Johann Blöchl     | ÖVP    | Agrar, Zivilverwaltung Mühlviertel                          |
| Landesrat                                                 | Franz Breitwieser | ÖVP    | Finanzen                                                    |
| Landesrat ab 18. Mai 1949                                 | Rudolf Kolb       | SPÖ    |                                                             |
| Landesrat                                                 | Jakob Mayr        | ÖVP    |                                                             |
| Landesrat ab 2. März 1949                                 | Franz Plasser     | SPÖ    | Soziale Fürsorge                                            |
| Landesrat                                                 | Franz Schütz      | ÖVP    | Wirtschaft                                                  |
| Vorzeitig ausgeschiedene Mitglieder der Landesregierung   |                   |        |                                                             |
| Landeshauptmann-Stellvertreter am 5. Juni 1948 verstorben | Franz Lorenzoni   | ÖVP    | Finanzen                                                    |
| Landesrat am 31. Jänner 1949 verstorben                   | Anton Azwanger    | SPÖ    | Ernährung                                                   |
| Landesrat am 19. März 1949 verstorben                     | Anton Weidinger   | SPÖ    | Sozialwesen, Gesundheitswesen, Wohnungs- und Siedlungswesen |